# Leptidea gigantea
Leptidea gigantea is een vlindersoort uit de familie van de Pieridae (witjes), onderfamilie Dismorphiinae.
Leptidea gigantea werd in 1890 beschreven door Leech.